# Post-Metal
Als Post-Metal wird ein zu Beginn der 1990er Jahre aus dem Post-Hardcore entstandenes Subgenre des Doom Metals bezeichnet.
Als wegweisend gilt der Crossover von Doom Metal, Post-Hardcore, folkloristischen Instrumenten und Rhythmen, sowie die Dynamik von Rhythmus, Riffing und Gesang. Im Zuge dieser Dynamik werden dem Gerüst aus Metal und Hardcore von einigen Interpreten längere Ambient- oder Akustikpassagen gegenübergestellt. Dem oft mehrstimmig wirkenden und überwiegend gebrüllten Gesang wird gelegentlich Klargesang, Sprechen oder Flüstern kontrastierend entgegengesetzt.
Der Stil wurde insbesondere durch die Gruppe Neurosis geprägt. Ihr Album Souls at Zero wird als musikalisches Ursprungswerk des Stils bezeichnet. Neben Neurosis wird der Band Isis eine besondere Bedeutung für die Verbreitung, Entwicklung und Rezeption als Genre zugesprochen. In Folge des Erfolgs des Isis-Albums Oceanic erfuhr die Musik ähnlich agierender Künstler erhöhte Aufmerksamkeit, die zunehmend als zusammenhängendes Genre rezipiert wurde. Diverse dem Genre zugerechnete Interpreten lehnten den Ausdruck Post-Metal als künstliche Schublade ab. Trotz des Verweises mancher Interpreten, dass sich unter dem Begriff keine Szene zusammenfassen lasse, gibt es Gemeinsamkeiten in Inhalt, Ästhetik und Publikum.
Das Genre erfuhr nach dem Erfolg von Isis internationale Verbreitung und fand im Verlauf der 2000er Jahre einen ersten kommerziellen und kreativen Höhepunkt. Hierbei wurde die unter dem Begriff zusammengefasste Musik vielfältiger sowie variierend ausdifferenziert. Viele neue und bereits aktive Interpreten wurden nachkommend populärer und Musikgruppen anderer Substilrichtungen des Metals nahmen vermehrt Elemente des Genres auf.

## Begriffsbestimmung

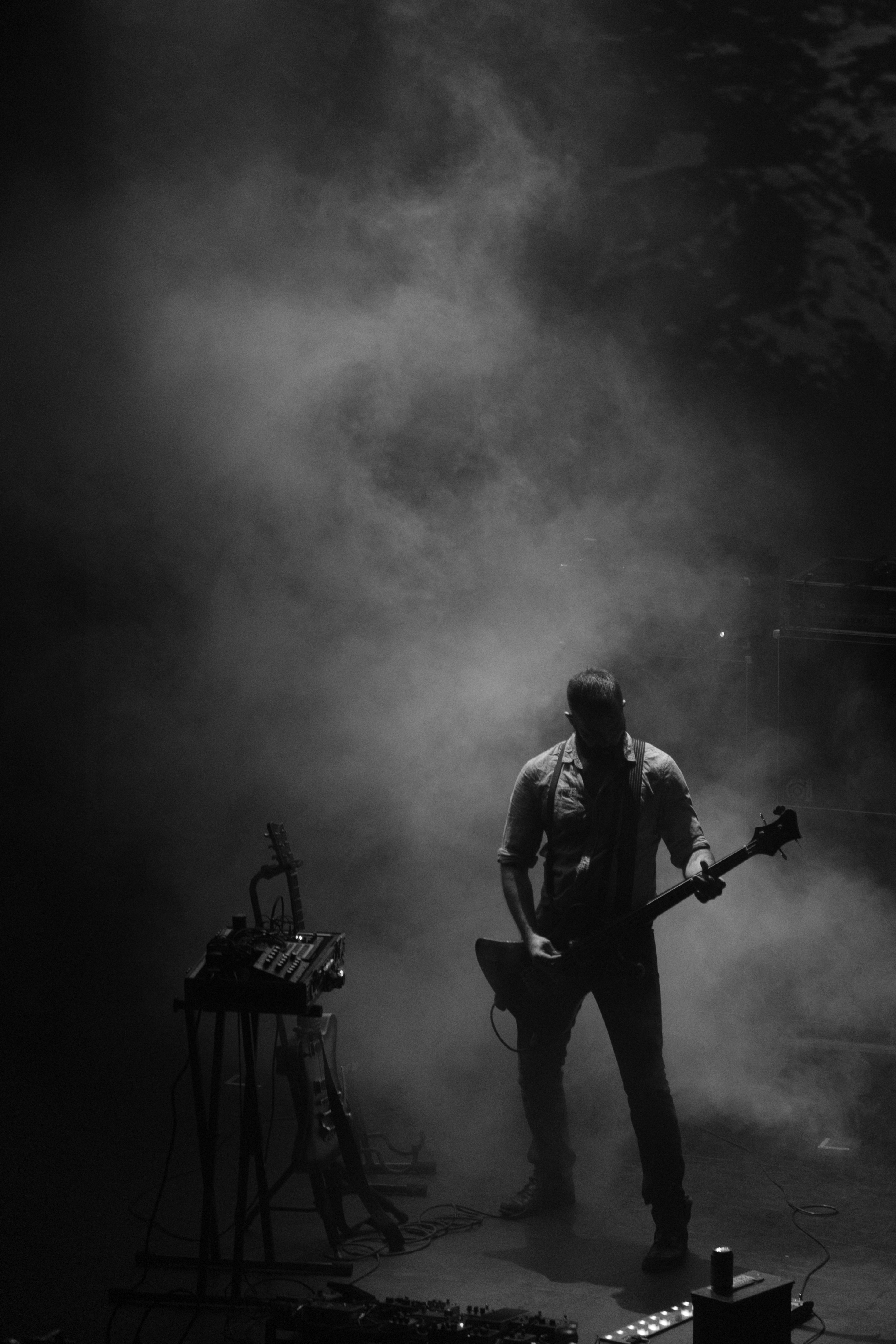
Für Gruppen wie Russian Circles, hier beim Roadburn Festival, etablierte sich der Begriff als Stilbezeichnung erst in den 2000er-Jahren

Die Bezeichnung Post-Metal wird unterschiedlich genutzt. Neben einem konkreten Stilbegriff gilt die Bezeichnung als vager Ober- und Sammelbegriff für musikalische Entwicklungen, die Elemente des Metals verwenden oder aus dem Metal entstanden, jedoch nicht generell dem Metal zugerechnet werden.
Der Ausdruck Post-Metal wird einerseits auf einen eng gefassten Stil und andererseits auf den musikalischen und soziokulturellen Crossover von Extreme Metal und popkultureller Avantgarde angewandt, wodurch Interpreten eigenständiger Musikstile wie zum Beispiel Drone Doom, Alternative Metal oder Depressive Black Metal beizeiten als Post-Metal betitelt werden. Mit Verweis auf Big Brave und Chelsea Wolfe beschreibt der Sachbuchautor und Musikjournalist J.J. Anselmi den Zwiespalt des Terminus.

„Post-Metal has become the go-to term for music that follows Isis and Neurosis’s formula of quiet to loud and loud to quiet. If it’s supposed to reflect the transition of modernism into postmodernism, though, the label should apply to artists that explore metal’s spirit by defamilarizing it, and presenting it in new formula.“

„Post-Metal ist zu dem Begriff für Musik geworden, die der Formel von Isis und Neurosis folgt: leise zu laut und laut zu leise. Wenn sie jedoch den Übergang der Moderne in die Postmoderne widerspiegeln soll, sollte die Bezeichnung für Künstler gelten, die den Geist des Metals erforschen, indem sie ihn entfremden und in neuer Form präsentieren.“

Unter dem Stilbegriff sind trotz der Ablehnung des Terminus durch unterschiedliche Interpreten ästhetische, inhaltliche, gestalterische und musikalische Gemeinsamkeiten auszumachen, welche eine Zusammenfassung einiger ähnlich ausgerichteter Interpreten unter dem gemeinsamen Stilbegriff begründen.

### Nutzung als Sammelbegriff
Der Ausdruck Post-Metal wird seit den 1990er Jahren für unterschiedliche Musikgruppen genutzt. Dabei reichte die Stilvielfalt der unter Post-Metal subsumierten Gruppen vom progressiven Alternative Metal von Helmet und Tool über die experimentelle Doom-Metal-Gruppe The Melvins und das Drone-Doom-Projekt Earth bis zum Post-Industrial von Scorn. Vergleichbar mit anderen Bildungen mit dem Präfix post- wurde eine Zwitterstellung, in welcher sich diese Musik befand, angedeutet. Einerseits gehört die Musik in den Bereich des Metal, andererseits zeichnet die Musik sich durch eine fortgeführte Differenzierung aus. Der Musikjournalist Simon Reynolds beschreibt die Begriffsbestimmung des Post-Rock und des Post-Metal in enger Verwandtschaft zueinander, als nicht in einer direkten Abgrenzung zu einer vorherigen kulturellen Bewegung, wie es beim Terminus Post-Punk der Fall sei, entstand, sondern als ein „Gefühl, über die Grenzen eines Musikgenres hinauszugehen, ohne sein Vermächtnis aus Attitüde und Voraussetzung vollständig aufzugeben.“ So beschreibe der Begriff kein einheitliches, sondern eine Fülle enorm vielfältiger Genre die in den frühen 1990er-Jahren aus dem Metal hervorgingen und in einer gegenseitigen Wechselwirkung stünden.
Trotz der zunehmenden Etablierung als eigenständiger Stilbegriff nach der Jahrtausendwende hielt sich der Terminus ebenso als Sammelbegriff. Dieser umfasst neben den Interpreten des Stils weiterhin Gruppen, welche nur wenig Bezug zu den Vertretern des Stils ausweisen, zum Beispiel solche, die sich kaum einem Stilbegriff zuordnen lassen wie Ulver, Vertreter des Drone Doom wie Sunn O))) oder Nadja und Vertreter des Blackgaze wie Deafheaven oder Wolves in the Throne Room.

### Nutzung als Genrebegriff
Aufbauend auf Entwicklungen des Post-Hardcores sowie des Post-Industrials entstand der Post-Metal in den frühen 1990er Jahren. In der Mitte der 2000er Jahre, mit dem zunehmenden Erfolg von Neurosis, Cult of Luna und besonders Isis, deren Stil auf jenem von Neurosis aufbaute, kristallisierte sich unter der Bezeichnung Post-Metal ein konkreter Stil heraus, auf den der Begriff fortan dauerhaft Anwendung fand. Zumeist wird davon ausgegangen, dass sich der Begriff für den Stil in Besprechungen des Isis-Albums Oceanic in Anlehnung an den Begriff Post-Rock verbreitete und in der Folge für weitere, ähnliche Musikgruppen etablierte. So mutmaßt Robin Jahdi vom britischen Musikmagazin Fact, dass „nachdem das von Relapse und Hydra Head veröffentlichte Material langsamer, baßlastiger und abstrakter wurde der Name Post-Metal entstand: Dies ist höchstwahrscheinlich darauf zurückzuführen, dass der Post-Rock in dieser Zeit ein ähnliches Spektrum abdeckte.“
Gelegentlich wird dieser Stil als Metalgaze, in Anlehnung an das Shoegazing-Genre, bezeichnet. Alternativ ist ebenfalls der Terminus Atmospheric Sludge, in Anlehnung an den zeitnah entstandenen Sludge, mit welchem Neurosis und weitere frühe Interpreten häufig in Verbindung gebracht wurden, geläufig. Vereinzelt wird die Musik als Noisecore bezeichnet. Die Interpreten lehnen die gängige Stilbeschreibung als Post-Metal häufig ab. Einige Musiker betonen, keinen persönlichen Bezug zu der Bezeichnung zu besitzen und benennen die Zuschreibung als künstliche Schublade, welche der Kategorisierung durch Musikjournalisten und Fans dient, jedoch keine tatsächliche Szene erfasst.

## Stileinordnung
Obwohl viele der dem Genre zugerechneten Interpreten die gemeinsame Stilbezeichnung als künstliche Schublade ablehnen, sind über die musikalische Ausrichtung hinaus für viele Gruppen Gemeinsamkeiten in Inhalt und Ästhetik zu erkennen. Unter Bezügen zum Symbolismus, Surrealismus und zu unterschiedlichen Mythologien befassen sich Vertreter des Genres oft mit ähnlichen Themen.

### Inhalt
Viele Gruppen präsentieren kryptische Texte mit subjektivem Bezug. Metaphorische Liedtexte, die persönliche Betrachtungen und Emotionales transportieren, gehören zu den häufig genutzten Elementen des Genres. Dabei werden meistens negative Erfahrungen oder Emotionen wie Trauer, Wut, Isolation, Einsamkeit oder Depression thematisiert. Auch politische Themen werden im Post-Metal gelegentlich aufgegriffen, wobei die Gruppen meist auf die Übernahme tagesaktueller Themen verzichten und eher globale Faktoren wie Umweltzerstörung oder Globalisierung ansprechen. Ebenso wird die Rolle des Individuums in der modernen Gesellschaft häufig aufgegriffen. Hierbei wird der Mensch nicht selten als Opfer der Gesellschaft oder als unvereinbar mit ihr betrachtet. In diesem Kontext werden auch Industrialisierung und Technisierung aufgegriffen. Dabei bemühen manche Interpreten mythologische, okkulte oder literarische Motive und Symbole.

### Visualisierung
Für viele Tonträger greifen die Vertreter des Post-Metals auf ähnliche gestalterische Elemente zurück. Häufig werden abstrakte Grafiken bis hin zu schlichten Farbflächen mit Schriftzügen, gelegentlich mit Lichtverläufen und Funkenflügen in längeren Belichtungen genutzt. Ein wiederkehrendes Element sind symbolische Bilder und Grafiken, die vom Ouroborus und Feuerrad bis zur Nutzung symbolistischer Fotografien und Gemälden reichen. Abbildungen von Naturerscheinungen und Bauwerken werden ebenfalls häufig genutzt. Solche Bilder werden häufig aus großer Distanz fotografiert oder mit einer Farbgebung, die einer späten Dämmerung nahe kommt, abgebildet. Personen oder Bandbilder sind hingegen als gestalterisches Element selten vorzufinden. Live treten die Gruppen häufig mit Videoinstallationen auf, welche ebenso solche gestalterischen Elemente aufgreifen.
Hinzukommend treten besonders häufig Aaron Turner und Seldon Hunt als Künstler für die Vertreter des Post-Metals in Erscheinung. Während Turners Stil als „abstrakt und surreal, mit einem Hang zu fantastischen Landschaften und ungewöhnlichen Strukturen“ beschrieben wird, wird jener von Hunt als getragen von „Detailverliebtheit und Komplexität“ hervorgehoben.

### Musikalische Einordnung
Post-Metal ist ein instrumental dominierter Musikstil, der als Crossover aus Doom Metal und Post-Hardcore unter der Einflussnahme von Post-Industrial, Grunge, Noise-Rock, Shoegazing und Gothic Rock entstand. Als wegweisend gilt eine durch Neurosis geprägte Hinwendung zu folkloristischen Instrumenten und Rhythmen, die eine entsprechende Dynamik transportieren. Diese Dynamik gilt als eines der wesentlichen Merkmale des Genres und erstreckt sich über Rhythmus, Riffing und Gesang auf annähernd alle Facetten der präsentierten Musik bis hin zur Gesamtstruktur einiger Veröffentlichungen, die dem Gerüst aus Metal und Hardcore längere Ambient- oder Akustikpassagen gegenüberstellen.
Der häufig mehrstimmig wirkende, gelegentlich mehrstimmig eingesungene und meist in den Hintergrund gemischte Gesang variiert zwischen klagenden und brüllenden Stimmlagen. So wird der Gesang überwiegend gebrüllt und nur gelegentlich durch Klargesang kontrastiert. Frauen treten, sofern eingebunden, meist als sparsam eingesetzter Gegenpart zum brüllenden männlichen Hauptsänger auf. Viele Gruppen kooperieren hierzu mit Gastsängerinnen. Musikgruppen mit einer festen Sängerin sind gegenüber den Gruppen mit Sängern eher selten. Diesen Sängerinnen wird zumeist kein Sänger entgegengestellt, so dass diese sowohl die harschen, als auch die ruhigen Passagen einsingen. Mit Year of No Light, Pelican, Red Sparowes und Russian Circles sind außerdem einige Bands, die auf den Einsatz von Gesang weitestgehend verzichten, im Post-Metal verortet.
Das häufig von mehreren Musikern eingespielte Gitarrenspiel wird meist als hart wahrgenommen, agiere dennoch in einem stetigen Wechsel zwischen lauten und leisen Passagen. Dabei wird die Dynamik aus einerseits aggressiven „wiederkehrenden Riff-Salven“ und „Noise-Attacken“ mit geschrienem Gesang und ruhigen, beinahe „von Stille dominierte[n]“ Phasen, „bei denen sich ganz langsam eine zarte Frauenstimme ‚anschleicht‘“ hervorgehoben.
Einige Vertreter verstärkten die im Post-Metal enthaltenen Elemente des Post-Rock und Ambient und fügten in einer Weiterentwicklung des Atmospheric Sludge Elemente des Math-Rock im Gitarrenspiel und Rhythmus hinzu. Durch die verstärkte Betonung des Math-Rock wurden Parallelen zu Alternative-Metal- und Alternative-Rock-Bands wie Tool und Dredg gezogen.

## Genregeschichte

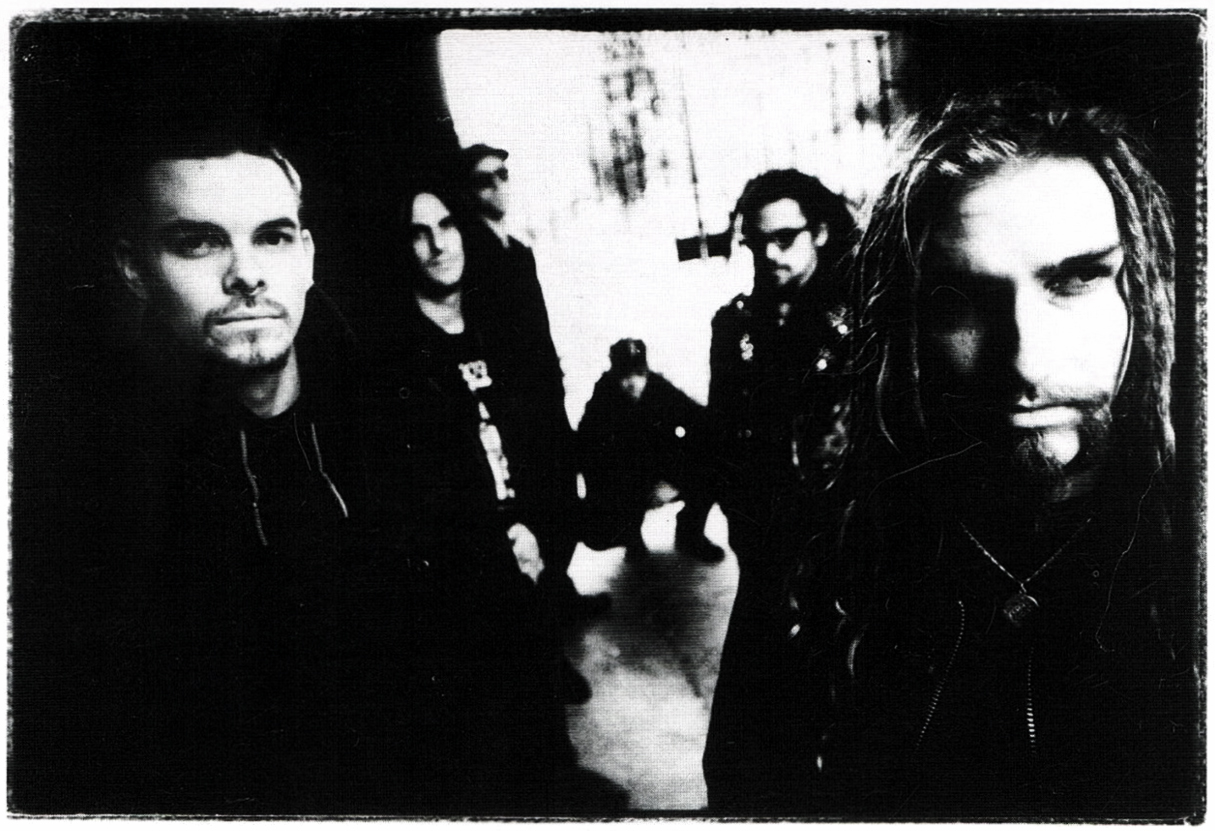
Die Gruppe Neurosis, hier auf einem offiziellen Promotions-Foto aus dem Jahr 1992, legte mit dem im gleichen Jahr veröffentlichten Album Souls at Zero einen wesentlichen Grundstein für die Entstehung des Post-Metals

Bereits in den frühen 1980er Jahren experimentierten Vertreter des Punk mit zuvor als inkompatibel angesehenen Stilrichtungen. Diese Melange brachte eine Fülle heterogener subkulturell orientierter Rockmusik hervor, die sich sichtlich vom Punk abhob. Insbesondere der kommerziell wenig erfolgreiche Doom Metal, wirkte sich in den 1980er Jahren auf überschneidende Entwicklungen zwischen der Crust-Punk-, der Punk-, Hardcore-Punk-, und Post-Industrial-Szene und dem Metal aus. Die kulturellen und musikalischen Überschneidungen fanden alsdann auch in der Entstehung von Stilen wie Sludge und Post-Metal einen künstlerischen Ausdruck.
Mit dem aus diesen subkulturellen Bezügen Aufkommen von Gruppen wie Neurosis, Godflesh und Skin Chamber entstanden erste rückblickend zum Teil dem Post-Metal zugerechnete Veröffentlichungen. Dabei gilt insbesondere das Neurosis-Album Souls at Zero als Urveröffentlichung des Genres. Nach dem Erfolg des Isis-Albums Oceanic erfuhr die Musik ähnlich agierender Künstler in den 2000er Jahren zunehmende Aufmerksamkeit. Neue und bereits aktive Interpreten wurden fortan unter dem gemeinsamen Stilbegriff zusammengefasst. In einem anschließenden ersten kommerziellen und kreativen Höhepunkt wurde die unter dem Begriff zusammengefasste Musik vielfältiger sowie variierend weiterentwickelt.

### Vorläufer
Mitte der 1980er Jahre experimentierte die Hardcore-Punk-Band Black Flag erstmals mit Elementen des Doom Metals. Die von Black Sabbath beeinflusste zweite Seite des 1984 erschienenen Albums My War markierte so einen bedeutsamen Punkt in der Entstehung des Post-Hardcore. Diese Albumhälfte gilt als wegweisende Neuerung, welche die Energie des Hardcore Punks mit den Ausdrucksmöglichkeiten des Doom Metals kombinierte. Black Flag verbanden ein aus dem Metal entnommenes Gitarrenspiel mit Henry Rollins gebrülltem Gesang und Texten, die Orientierungslosigkeit, Nihilismus und Selbstverachtung zum Ausdruck brachten. Mit seiner wegweisenden Rolle im Post-Hardcore beeinflusste das Album nachhaltig die Entwicklung des Post-Metals. Unter anderem benannte Scott Kelly My War als wichtige Inspiration für den mit Neurosis gespielten Stil.
Eine ähnliche Bedeutung wird den 1984 und 1986 erschienenen Alben Cop und Greed der New-Yorker Noise-Rock-Formation Swans zugesprochen. Die Alben, welche als Wendepunkt zwischen dem harsch aggressiven Post-Industrial und No-Wave-Klang, hin zum avantgardistisch und als düster wahrgenommenen Noise-Rock kennzeichnet. Die Alben wurden später als Vorboten des Industrial-Metal sowie des Post-Metals besprochen und von Post-Metal-Musikern wie dem Neurosis-Sänger Scott Kelly als wichtiger Einfluss bezeichnet. Neurosis kooperierten 2003 für ein Album mit der Swans-Keyboarderin und -Sängerin Jarboe. Insbesondere die Vermengung mit folkloristischen Elementen wird auf den Einfluss der Gruppe zurückgeführt.

### Pioniere

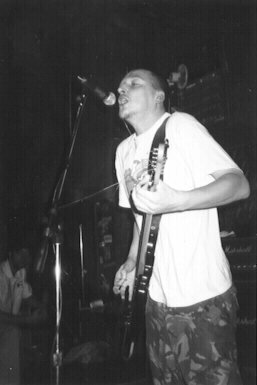
Justin K. Broadrick legte mit Godflesh, hier live 1996, einen Grundstein des Genres

Paul Lemos von Skin Chamber erklärte, dass der auf den 1991 und 1993 veröffentlichten Alben Wound und Trial gespielte Stil von Skin Chamber durch die Gruppe Swans inspiriert sei. Roadrunner Records zog ebenso einen direkten Vergleich und stellte Skin Chamber in die Tradition der Swans-Alben Cop und Greed. Der Stil von Skin Chamber wird meist dem Industrial Metal untergeordnet, allerdings dabei der Musik früher Godflesh nahegestellt und daher als ebenso frühe und ebnende Variante des Post-Metals bewertet. Die 1988 von Justin K. Broadrick gegründeten Godflesh präsentierten, ebenso wie Skin Chamber, einen vom Doom Metal und Swans inspirierten trägen Industrial Metal. Godflesh kombinierten 1988 und 1989 auf Godflesh und Streetcleaner einen minimalistisch schleppend, repetitiven Rhythmus mit stark verzerrten und langsam gespielten Gitarren. Godflesh wurden später von Isis gecovert und von Aaron Turner als wegweisend betitelt. Broadricks Folgeprojekt Jesu wurde hinzukommend von Turner für Hydra Head Records unter Vertrag genommen.
Obwohl Godflesh und Skin Chamber rückwirkend dem Post-Metal zugerechnet werden, gilt das Album Souls at Zero von Neurosis als erste vollwertige Veröffentlichung im Genre. Lars Brinkmann hebt für die Zeitschrift Spex die Bedeutung des Albums hervor, so verengte sich auf Souls at Zero „alles, was in den nächsten 15 Jahren von Hunderten von Bands [gebraucht wurde], um sich an den Schnittstellen Metal/Hardcore und Noise/Rock wund reiben zu können.“ Wie durch Brinkmann angedeutet bezogen sich viele der nachfolgenden Interpreten auf Neurosis und adaptierten Teile der von ihnen etablierten Stilelemente. Gruppen wie Amenra, Dirge, Buried Inside, Overmars und Zatokrev nehmen direkten Bezug auf Neurosis als Einfluss. Entsprechend wird das 1993 erschienene Folgealbum Enemy of the Sun ebenfalls als weiterer Markstein des Genres betrachtet. Auf diesen Alben flossen laut Garry Sharpe-Young Stilfragmente aus Grunge, Gothic Rock und Metal in das musikalische Konzept von Noise-Rock, Post-Hardcore und Doom Metal mit ein. Laut Daniel Buszpan nahmen Neurosis zum ersten Mal Elemente des Industrials sowie folkloristische Instrumente und Rhythmen auf. Besonders diesem veränderten Rhythmus wird eine eigenwillige und stilprägende Dynamik zugesprochen. Ebenso gilt der wechselhafte und zum Teil mehrstimmige Gesang, welcher die Wirkung eines Kollektiv habe und zwischen flehen, schreien und wimmeren variiere, hervorgehoben. Das stilprägende und als hart wahrgenommene Gitarrenspiel wurde mit „krachige[n] Gitarrenwände[n]“ verglichen. Trotz der vielfach betonten Härte agiert die Band mit einem stetigen Wechsel zwischen lauten und leisen Passagen. Godflesh, Skin Chamber und Neurosis, die in den 1990ern unterschiedlichen Musikstilen zugerechnet wurden, blieben vorerst ohne Nachahmer, die eine Zusammenfassung als eigenständiger Stil legitimiert hätten. Interpreten wie das 1993 gegründete und 1997 mit Slavic Blasphemy debütierte Projekt Zaraza, die ähnliche Ansätze aufwiesen, blieben selten und weitestgehend gering beachtet.
Neurosis wurde zumeist gemeinsam mit Gruppen wie EyeHateGod und Buzzov•en wahrgenommen und als avantgardistischer und atmosphärischer Vertreter des von diesen gespielten Sludge gewertet. Entsprechend steht der Begriff Atmospheric Sludge synonym für den Post-Metal. Godflesh und Skin Chamber hingegen wurden meist dem aufkeimenden Industrial Metal und Industrial Rock um Gruppen wie Ministry, Pitchshifter und Nine Inch Nails zugeordnet. Eine gemeinsame Wahrnehmung als Vertreter eines Stils fand erst retrospektiv nach der Jahrtausendwende statt. Skin Chamber löste sich bereits 1993 auf. Godflesh hingegen orientierte sich 1996 mit Songs of Love and Hate musikalisch um. Lediglich Neurosis, welche den Stil mit Through Silver in Blood 1996 und Times of Grace 1999 ausdifferenzierten, bleiben über die 1990er Jahre im Stil verhaftet. Erst um die Jahrtausendwende traten mit den französischen Dirge (1998: Down Last Level), den amerikanischen Isis (2000: Celestial) und Old Man Gloom (2000: Meditations in B) sowie den schwedischen Cult of Luna (2001: Cult of Luna) weitere Gruppen hinzu, deren Stil unmittelbar von Neurosis, Godflesh und Skin Chamber beeinflusst war.

### Etablierung

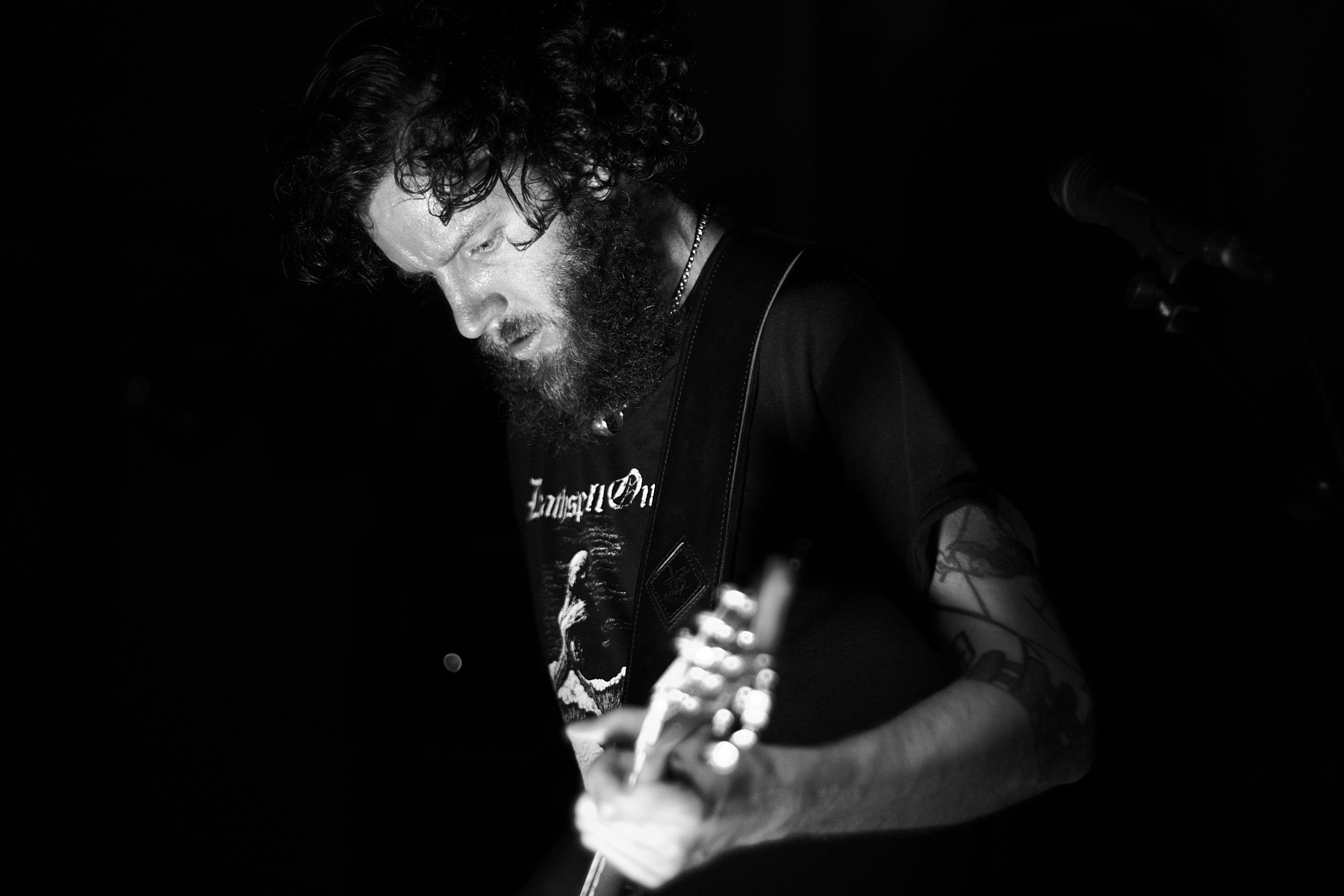
Aaron Turner von Isis, Sumac und Old Man Gloom sowie Inhaber von Hydra Head Records gilt als eine der zentralen Figuren des Post-Metals

Als maßgeblich für die nachhaltige Wahrnehmung unter einem gemeinsamen Genrebegriff gilt das Neurosis-Album Through Silver in Blood, aus dem Jahr 1996, und Oceanic, das 2002 erschienene zweite Studioalbum von Isis.
Laut J.J. Anselmi ist der Einfluss auf die Entstehung und Verbreitung des Genres durch Through Silver in Blood „unbestreitbar“. Insbesondere die Kooperation mit dem Label Relapse Records bedingte eine merklich größere Öffentlichkeit für die Band und den von ihr gespielten Stil. Dabei sei die Intensität und Qualität der auf dem Album präsentieren Musik ausschlaggebend für den kulturellen Nachhall und Einfluss gewesen.
Isis variierte den von Neurosis adaptierten Stil und verstärkte die im Post-Metal enthaltenen Elemente des Post-Rock und Ambient. Oceanic wurde als eine Weiterentwicklung des Atmospheric Sludge besprochen, die Ideen von Neurosis mit dem Math-Rock von Slint, dem Post-Rock von Sigur Rós und dem Ambient von Brian Eno kombiniere. Gelegentlich wird das Konzeptalbum progressiven Alternative-Metal- und Alternative-Rock-Bands wie Tool und Dredg nahegestellt. Dabei wurde die Dynamik aus einerseits aggressiven „wiederkehrenden Riff-Salven“ und „Noise-Attacken, in denen sich Sänger Aaron Turner die Lunge aus dem Leib schreit“, und ruhigen Phasen, „von Stille dominierte[n] Tonläufe[n], bei denen sich ganz langsam eine zarte Frauenstimme ‚anschleicht‘, die man im ersten Moment überhaupt nicht unterbringen kann, sich aber dann zu einem großen Ganzen zusammensetzt“ hervorgehoben. Damit präsentierten Isis eine Mischung im Spektrum des Post-Metals, welche jener von Neurosis auf A Sun that Never Sets bereits ein Jahr zuvor ähnlich dargebracht wurde. Nach Patrick Kennedy von Allmusic hatten Neurosis mit A Sun that Never Sets ihre bis dahin „gepflegte dialektische Dynamik aus ruhigen und lauten Arrangements auf ein Mahler-esques noch reflektierteres, kontemplatives Niveau gehoben.“ Das Album galt als Neuerung des von Neurosis seit Souls at Zero gepflegten Stils, der über die anhaltende Wiederholung an Ausdrucksstärke verloren habe. Es sei „weitgehend von akustischen Gitarren und weichem, folkähnlichem Gesang geprägt.“ Dabei wurde A Sun that Never Sets weniger positiv besprochen als das ein Jahr später erschienene Oceanic, welches für die Verbreitung des Stils verantwortlich gemacht wurde. In der Folge des Kritikererfolges mehrte sich international die Anzahl der Veröffentlichungen, welche dem Stil zwischen Isis und Neurosis entsprachen. Bereits aktive Gruppen erhielten dabei ebenfalls verstärkte Aufmerksamkeit. In Besprechungen wurde besonders Isis als „Blaupause“ für nachfolgende Projekte betrachtet. Dabei wird die Stilbezeichnung Post-Metal dem Kritikererfolg des Albums zugeschrieben.
Aufgrund des „neuen, ungehörten Sound sahen sich verschiedene Experten dazu gezwungen, als metallisches Pendant zu Post Rock von Post Metal zu sprechen.“

### Verbreitung und Weiterentwicklung
Nach 2002 stieg die Anzahl der im Genre veröffentlichten Alben rapide an. Viele der dem Album Oceanic nachfolgenden Interpreten wurden fortlaufend als Teil eines Stils oder gar als Imitation einer bereits bekannten Gruppe besprochen.
Leicht zeitversetzt und von den amerikanischen Bands beeinflusst begannen einige fennoskandinavische Bands wie Burst, Callisto, Siberian, Late Night Venture und Cult of Luna damit, ebenfalls Post-Metal zu spielen. Als populärster Vertreter des Stils im europäischen Raum gilt die schwedische Formation Cult of Luna, welche mit dem 2004er Album Salvation einen ersten Achtungserfolg erlangte und nachfolgend mit mehreren Alben einen Kritiker- und Publikumserfolg. Weitere europäische Bands wie die deutschen The Ocean oder die französischen Dirge und Year of No Light entstanden in einem ähnlichen Zeitraum, waren jedoch weniger populär. International bildeten sich seither zahlreiche Projekte, deren Stil dem Post-Metal entsprach. So entstanden mit Amenra, Oathbreaker, Hive Destruction eine enge belgische Szene, die sich als ein einander unterstützendes Künstlerkollektiv versteht und unter der Bezeichnung Church of Ra firmiert. Andere internationale Interpreten wie die schwedischen Seven Nautical Miles, Walk Through Fire und Abandon, die dänischen LLNN, die spanischen Toundra, die französischen Lost in Kiev, und Overmars die polnischen Obscure Sphinx, die ukrainischen Somnolent, die litauischen Erdve, die amerikanischen Ganon, und Mouth of the Architect die britischen Bossk, und Manatees die russischen Fading Waves die syrischen Eulen sowie die deutschen Tephra, Shakhtyor, Abest und Downfall of Gaia wurden ebenfalls im Anschluss an die Veröffentlichung von Oceanic beachtet.
Bis zur Veröffentlichung von Oceanic hatten Aaron Turner mit Hydra Head Records 1995 sowie die Musiker von Neurosis mit Neurot Recordings 1999 jeweils ihre eigenen Firmen gegründet, die fortan zur Ausgestaltung des Genres beitrugen. Neben Hydra Head und Neurot zählt das 2002 gegründete Label Translation Loss zu den tragenden Firmen des Stils. Hydra Head veröffentlichte Alben und EPs von Jesu, Neurosis, Botch, Old Man Gloom, Cult of Luna, Pelican und Godflesh. Neurot hingegen Neurosis, Battle of Mice, Amenra, Isis, Red Sparowes, Chrch, Made Out of Babies und A Storm of Light. Über Translation Loss erschienen Mouth of the Architect, Year of No Light und Rosetta.

#### Vertiefung der Dynamik und Übergang in progressiven Alternative Metal
Mit Mouth of the Architect (2004: Time and Withering), The Ocean (2004: Fluxion), Rosetta (2005: The Galilean Satellites), Ganon (2006: In the Dead of Sleep), Seven Nautical Miles (Every Ocean Reserved) und Ortega (2010: 1634) kamen dem Erfolg von Oceanic Gruppen nach, welche dem von Isis neu eingeschlagenen Weg folgten. Auch bereits bestehende Bands griffen die Idee, die Dynamik zu vertiefen und längere ruhige Passagen einzuarbeiten, auf. Isis selbst (2004: Panopticon), Cult of Luna (2004: Salvation), das Godflesh-Folgeprojekt Jesu (2004: Jesu) sowie Dirge spielten seither mit ähnlichen Ideen. Die französischen Dirge begannen 2004 auf And Shall the Sky Descend damit, Stücke in einer epischen Länge mit elegischer Stimmung zu präsentieren. Indes werden die meist über mehrere Minuten andauernden ruhigen Passagen als „[l]anggezogene Klangflächen“ beschrieben, die sich von „repetitive[n] Akkordfolgen, brachiale[r] Riffgewalt“ abgrenzt. Einen ähnlichen Ansatz verfolgte die ukrainische Gruppe Somnolent, auf ihrem zweiten Album Renaissance Unraveling aus dem Jahr 2011, auf dem die Band Post-Metal mit „Wah-Wah-Gitarren über einem dezenten Blues-Drumbeat [und] US-Filmsamples“ interpretierte. Ortega hingegen verstärkten auf ihrem Debüt ebenso die psychedelischen und symphonischen Elemente in der Dynamik. Insbesondere der verstärkte Einsatz von vereinzelten Streichinstrumenten wurde dabei als besonderes Merkmal hervorgehoben. Den Ansatz, die Metal-untypischen Instrumente stärker zu betonen, präsentierten Neurosis bereits 2002 auf A Sun that Never Sets und Dirge 2007 auf Wings of Lead Over Dormant Seas.

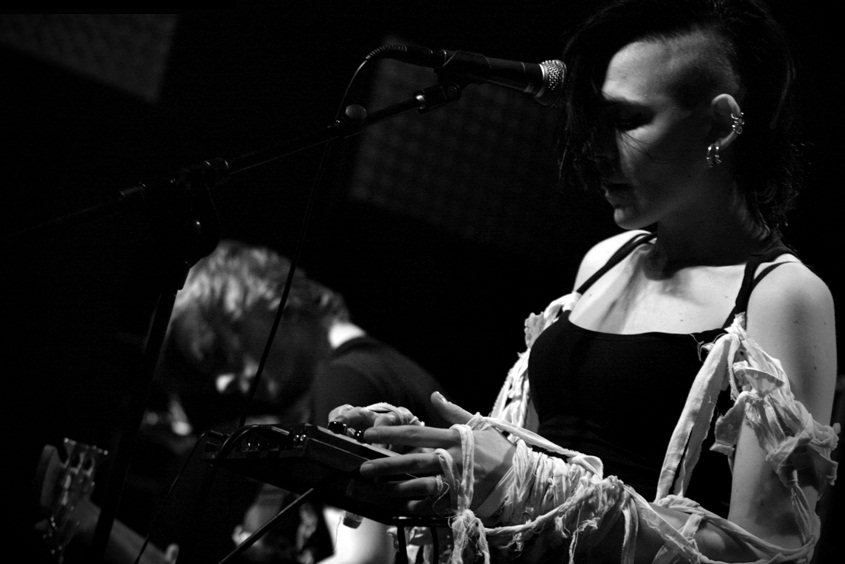
Bands wie Obscure Sphinx, hier Sängerin Zofia „Wielebna“ Fraś, präsentieren Metalmusik zwischen Progressive-, Alternative-, Post-Metal und weiteren Musikstilen

Ein Teil der die Dynamik betonenden Gruppen verstärkte das progressive Element der Musik, bis hin zu Entwicklungen aus dem Post-Metal in den Progressive Metal, wie Callisto, die 2009 mit Providence den Post-Metal ebenso verließen wie The Ocean 2010 mit Heliocentric, Mouth of the Architect 2016 mit Path of Eight oder Isis, welche bereits 2006 mit In the Absence of Truth den Post-Metal verließen. Viele neue und alte Gruppen wie Callisto, Ganon, Obscure Sphinx und The Ocean spielten seither auf einem Grat zwischen Progressive Metal, Alternative Metal und Post-Metal, der unter anderem in die Tradition der progressiven Alternative-Metal-Band Tool gestellt wurde.
Einige Interpreten, die einen ähnlichen Ansatz wie Isis auf Oceanic wählten, variierten die ruhigen Passagen in der Dynamik hin zur Übernahme von Elementen des Dark Jazz: Insbesondere Callisto (2006: Noir) und Walk Through Fire (2014: Hope ist Misery) agierten mit dem Dark Jazz nahen Passagen und entsprechenden Instrumenten. So brachten Walk Through Fire lange reduzierte Pianospuren und Callisto ebenso reduzierte vereinzelte Bläser und Streicher ein.

#### Fortführung der Neurosis-Tradition
Andere Gruppen wie Amenra (2003: Mass I), Swarm of the Lotus (2004: When White Becomes Black), Zatokrev (2004: Zatokrev), Overmars (2005: Affliction, Endocrine… Vertigo), Tephra (2007: A Modicum of Truth), A Storm of Light (2008: And We Wept the Black Ocean Within), LLNN (2015: Loss) und Hundred Year Old Man (2018: Breaching) griffen eher auf die von Neurosis mit Souls at Zero etablierten Stilelemente zurück. Diese Gruppen wurden, wie zuvor schon die frühen Cult of Luna oder die frühen Isis, in die direkte Tradition der Musik von Neurosis gestellt. Manchen wie Amenra, Overmars, Zatokrev oder A Storm of Light wurde diese Nähe als Epigonentum vorgeworfen.

#### Rein instrumentale Interpreten

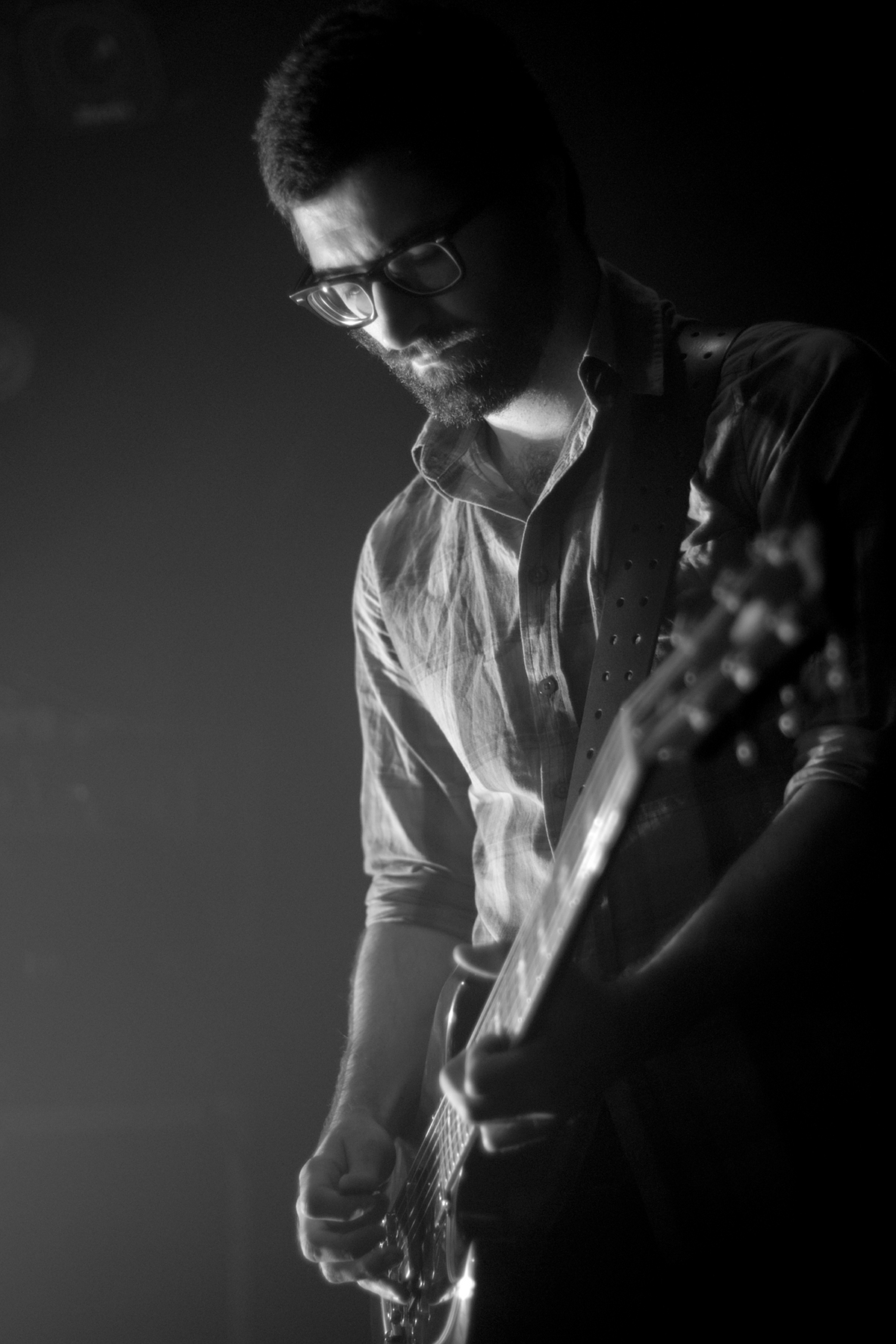
Seit ihrem zweiten Album spielen Year of No Light, hier Jérôme Alban, wie einige weitere Gruppen rein instrumentalen Post-Metal

Mit Pelican (2003: Australiasia), Red Sparowes (2005: At the Soundless Dawn), Irepress (2005: Samus Octology), Russian Circles (2006: Enter), Omega Massif (2007: Geisterstadt), Tempel (2010: On the Steps of the Temple), Hive Destruction (2011: Secretvm / Veritas), Shakhtyor (2012: Shakhtyor) und Neànder (2018: Neànder) kamen Gruppen hinzu, die weitestgehend auf den Einsatz von Gesang verzichteten. Die Band Year of No Light übernahm die Idee nach dem Ausstieg ihres Sängers und verzichtete darauf, diesen zu ersetzen. Mit Ausserwelt aus dem Jahr 2010 schloss sich Year of No Light damit den Post-Metal-Gruppen ohne Sänger an. Die deutsche Post-Rock-Gruppe Long Distance Calling verstärkte 2009 auf Avoid the Light den Metal-Anteil und zählt seither ebenso zu den vermehrt instrumentalen Post-Metal-Bands. Einige dieser Interpreten greifen gelegentlich auf Gastsänger zurück. Der überwiegend instrumentalen Variante des Post-Metals wird eine Ähnlichkeit zu Isis attestiert, zu den härteren Neurosis hingegen werden meist deutliche Differenzen ausgemacht. So zeichne Gruppen wie Pelican ein stärkerer Hang zum epischen Spiel des Post-Rock aus.

#### Unter dem Einfluss des Black Metals
Ebenso wurden die grundlegenden Stilideen von einigen Interpreten um Facetten der norwegischen Zweiten Welle des Black Metals erweitert, jedoch ohne den ideologischen, satanistischen Bezug. Interpreten wie Callisto (2004: True Nature Unfolds), Year of No Light (2006: Nord), Tombs (2007: Tombs), Downfall of Gaia (2010: Epos), Twilight (2010: Monument to Time End), Oathbreaker (2011: Mælstrøm), Fading Waves (2011: The Sense of Space), Eulen (2011: Mother Tree), Phantom Winter (2015: Cvlt) oder A Secret Revealed (2015: The Bleakness) vermischten die Ideen des Post-Metals mit für die norwegischen Vertreter der zweiten Welle des Black Metals üblichen Stilelementen wie Screaming, Blastbeats und Tremoloriffing, welche in der eruptiven Phase genutzt wurden.
Interpreten eines ähnlichen, jedoch vom Post-Metal unabhängig entstandenen Crossovers zwischen Stilelementen des Black Metal und Post-Rock sowie Shoegazing werden als Blackgaze bezeichnet und mit der Entwicklung des Post-Metals in Verbindung gebracht. Vereinzelt berufen sich Interpreten dieses Stils wie Sombres Forêts und Les Discrets auf Vertreter des Post-Metals.

#### Gruppen mit Frontfrauen

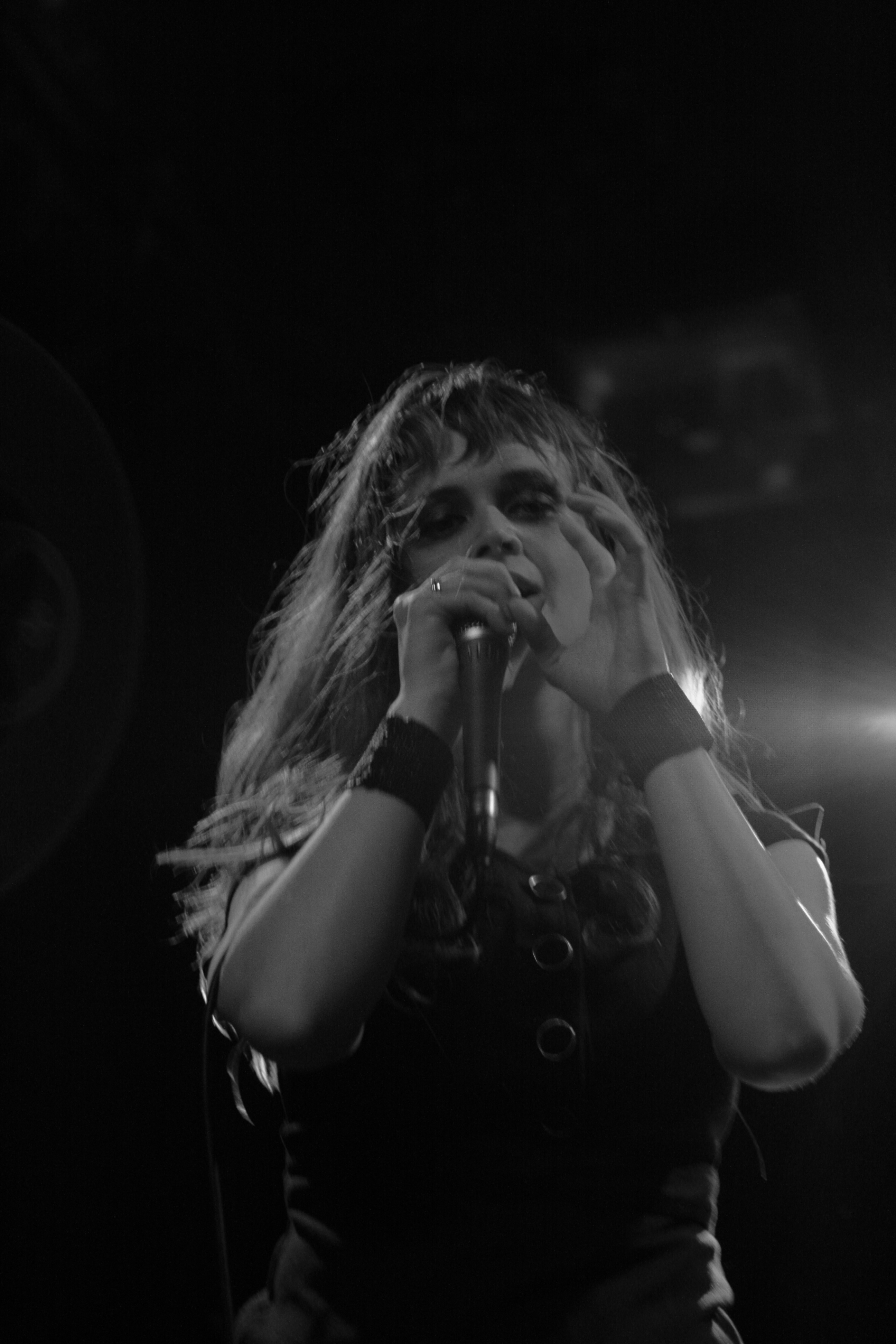
Julie Christmas, hier live mit Made Out Of Babies 2008, zählt zu den wenigen Sängerinnen des Genres

Im Jahr 2005 veröffentlichte Made Out of Babies auf Neurot ihr Debütalbum Trophy und vermengte den Klang von Neurosis mit dem Noise-Rock von Jesus Lizard und dem Gesang der Frontfrau Julie Christmas. Christmas wurde in den folgenden Jahren zu einer bekannten Musikerin im Genre. Bei ihr bildet, anders als bei vielen der männlichen Sänger, deren Gesang eher als Teil des Gesamtgebildes wahrgenommen wird, die „Musik das Grundgerüst für die Performance der Frau“. Sie sang nach ihrem Debüt für Mouth of the Architect (2008: Quietly) und Cult of Luna (2016: Mariner) als Gast sowie in der Supergroup Battle of Mice von 2005 bis 2009 und prägte mit ihrer Präsenz im Stil die Wahrnehmung von Sängerinnen im Genre. Frauen blieben als fester Bandbestandteil trotz der positiven Rezeption der Sängerin selten. Viele Gruppen kooperierten hingegen mit Gastsängerinnen. Neben Christmas und Zofia „Wielebna“ Fraś von Obscure Sphinx zählt Caro Tanghe von Oathbreaker zu den bekannten Sängerinnen des Stils.

#### Wechselwirkung mit Death Doom
Mit den Veröffentlichungen von Oceanwake (2012: Kingdom), Whelm (2013: A Gaze Blank and Pitiless as the Sun) und Idre (2014: Idre), nahm die, bereits bei Zaraza (1997: Slavic Blasphemy) vernehmbare, Vermengung des Post-Metals mit Elementen des Death Dooms zu. Allerdings verbuchte dieser Stilhybrid weniger kommerziellen Erfolg als die Verbindung zum Black Metal zuvor. Die meisten Vertreter dieser Stilmischung knüpfen vornehmlich bei den frühen Gruppen des Genres an und pflegen, gegenüber den auf Black Metal zurückgreifenden Gruppen, einen aggressiveren und dekonstruktivistischen Stil. So nimmt die australische Gruppe The Nihilistic Front (2006: The Four Seasons in Misery) direkt Bezug auf das Frühwerk von Godflesh. Ähnlich verweist die kanadische Gruppe Towards Darkness (2007: Solemn) explizit auf Neurosis als zentralen Einfluss auf den eigenen Stil.
Weitere Interpreten des Death Dooms und seiner Folgeerscheinungen Gothic Metal und Funeral Doom greifen wie Hanging Garden (2009: TEOTWAWKI), Monads (2011: Intellectus Iudicat Veritatem), Reido (2011: -11), Abske Fides (2012: Abske Fides), Bereft (2012: Leichenhaus), Ketch (2016: The Anthems of Dread), Arakk (2018: Under Søven) oder Faal (2018: Desolate Grief) ebenfalls auf Ideen des Post-Metals zurück.

## Kulturelle Einordnung
Der Post-Metal verfügt über keine eigenständige Szene mit eigenen kulturellen Ausprägungen. Das Publikum der Musik setzt sich überwiegend aus Anhängern des Metal, des Alternative und des Independent zusammen. Entsprechend durchmischt erscheint das Auftreten des Publikums. Dem Musikjournalisten Simon Reynolds zufolge besteht dabei eine überwiegend ästhetische Kontinuität zwischen der Anhängerschaft des Post-Metals und jenen der Metal-Szene. Die „Neigung zu Morbidität und Dunkelheit“, die sich in „düsterer Kleidung und langen Haaren, gequältem, unverständlich geknurrtem Gesang“ sowie in „bombastisch wortreichen Texten, Songtiteln und Bandnamen“ spiegele, verbinde Post-Metal mehr mit dem älteren Metal „als die Art des Riffings“ oder eine gemeinsame „Palette von Gitarrensounds“.